# Theodor Gilmer
Theodor Konrad Gilmer (* 2. Juni 1779 in Schaafheim; † 30. November 1854 in Darmstadt) war ein hessischer geheimer Oberfinanzrat und Politiker und ehemaliger Abgeordneter der 2. Kammer der Landstände des Großherzogtums Hessen.

## Familie
Theodor Gilmer war der Sohn des Oberförsters Johann Jacob Gilmer (1748–1797) und dessen Frau Marie Jacobea geborene Machenhauer (1754–1825). Theodor Gilmer, der evangelischer Konfession war, heiratete am 18. Juni 1802 in Gießen Caroline geborene Sues verwitwete Koch (1770–1831). Der Sohn Carl Jakob Ludwig Gilmer (* 4. Juni 1804 in Darmstadt; † 9. Januar 1880 in Gießen) wurde Landrichter in Butzbach und Oberamtsrichter in Friedberg.

## Ausbildung und Beruf
Theodor Gilmer studierte ab 1798 Rechtswissenschaften an der Universität Gießen und wurde 1803 Regierungsadvokat und -prokurator in Darmstadt. 1816 wurde er dort Hofkammerrat, 1821 Oberfinanzrat an der Oberfinanzkammer und 1847 Geheimer Oberfinanzrat. 1853 wurde er pensioniert.

## Politik
In der 1. und 2. Wahlperiode (1820–1824) war er Abgeordneter der zweiten Kammer der Landstände des Großherzogtums Hessen. In den Landständen vertrat er den Wahlbezirk Oberhessen 2/Gladenbach.